# Хмелева (Тернопольская область)
Хмелева (укр. Хмелева) — село в Толстенской поселковой общине Чортковского района Тернопольской области Украины.
До 2020 года входило в Залещицкий район.
Код КОАТУУ — 6122089601. Население по переписи 2001 года составляло 464 человека.

## Географическое положение
Село Хмелева находится на левом берегу реки Днестр,
выше по течению на расстоянии в 0,5 км расположено село Свершковцы,
ниже по течению на расстоянии в 3 км расположено село Литячи,
на противоположном берегу — село Хмелева.

## История
- 1456 год — дата основания.

## Объекты социальной сферы
- Школа I—II ст.
- Клуб.
- Фельдшерско-акушерский пункт.

## Достопримечательности
- Братская могила советских воинов.